# Poule B de la Coupe du monde féminine de rugby à XV 2014
La poule B de la Coupe du monde féminine de rugby à XV 2014, qui se dispute en France du 1er août au 17 août 2014, comprend quatre équipes dont la première se qualifie directement pour les demi-finales de la compétition. Conformément au tirage au sort effectué le 30 octobre 2013 à Paris, les équipes de l'Irlande, de la Nouvelle-Zélande, des États-Unis et du Kazakhstan composent ce groupe B.

## Classement
| Rang | Équipe               | J | V | N | D | Em | Ee | Bo | Bd | Pm  | Pe  | Diff | Pts |
| ---- | -------------------- | - | - | - | - | -- | -- | -- | -- | --- | --- | ---- | --- |
| 1    | Irlande              | 3 | 3 | 0 | 0 | 10 | 4  | 1  | 0  | 80  | 36  | +44  | 13  |
| 2    | Nouvelle-Zélande (T) | 3 | 2 | 0 | 1 | 14 | 3  | 2  | 1  | 127 | 25  | +102 | 11  |
| 3    | États-Unis           | 3 | 1 | 0 | 2 | 10 | 3  | 1  | 1  | 67  | 64  | +3   | 6   |
| 4    | Kazakhstan           | 3 | 0 | 0 | 3 | 3  | 27 | 0  | 0  | 17  | 166 | -149 | 0   |

|  | Qualifiés pour les demi-finales. |
|  | Qualifiés pour les matchs de classement pour la 5e place. |
|  | Qualifiés pour les matchs de classement pour la 9e place. |
|  | V : victoires • N : matchs nuls • D : défaites • EM : essais marqués • EE : essais encaissés • BO : bonus offensif • BD : bonus défensif • PM : points marqués • PE : points encaissés • Diff : différence de points. T : Tenant du titre. |

Attribution des points : victoire : 4, match nul : 2, défaite : 0, forfait : -2 ; plus les bonus (offensif : 4 essais marqués ou plus ; défensif : défaite par 7 points d'écart ou moins).
Règles de classement : 1. résultat du match de poule entre les deux équipes ; 2. différence de points ; 3. différence d'essais ; 4. nombre de points marqués ; 5. nombre d'essais marqués.

## Les matchs

### Nouvelle-Zélande - Kazakhstan
(mt : 38 - 0)
Points marqués :
- Nouvelle-Zélande : 13 essais de Manuel (2e), (32e), Fa'amausili (13e), (55e), Blackwell (23e), Winiata (28e), (45e), Brazier (40+1e), (48e), Baker (58e), Savage (65e), Nelson (76e), Tiplady-Hurring (80e), 7 transformations de Brazier (3e), (24e), (29e), (33e), Subritzky-Nafatali (66e), (77e).

- Kazakhstan : 1 essai de Shadrina (62e)

Cartons :  40e à 50e Shadrina
Évolution du score : 5-0, 7-0, 12-0, 17-0, 19-0, 24-0, 26-0, 31-0, 33-0, 38-0, 43-0, 48-0, 50-0, 55-0, 60-0, 65-5, 67-5, 72-5, 74-5, 79-5.
Résumé:
| Nouvelle-Zélande · Titulaires · 28e 45e Selica Winiata 15 · 58e Shakira Baker 14 · 2e 32e Huriana Manuel 13 · Amiria Rule 12 · 80e Halie Tiplady-Hurring 11 · 60e 40+1e 48e Kelly Brazier 10 · 63e Kendra Cocksedge 9 · 41e Casey Robertson 8 · Justine Lavea 7 · 54e Rawinia Everitt 6 · Sanita Levave 5 · 23e Eloise Blackwell 4 · 54e 63e 76eAleisha Nelson 3 · 63e 13e 55e Fiao'o Fa'amausili 2 · Ruth McKay 1 · Remplaçants · 41e Linda Itunu 18 · 54e 65eAroha Savage 19 · 54e 63e Stephanie Te Ohaere-Fox 19 · 44e Honey Hireme 22 · 60e Victoria Subritzky-Nafatali 21 · 63e Te Kura Ngata-Aerengamate 16 · 63e Emma Jensen 20 · Entraîneur · Brian Evans |  |  |  | Kazakhstan · Titulaires · 15 Aigerym Daurembayeva · 14 Veronika Stepanyuga 38e · 13 Anna Yakovleva · 12 Kundyzay Baktybayeva · 11 Nigora Nurmatova · 10 Svetlana Klyuchnikova 18e · 9 Amina Baratova 56e · 8 Symbat Zhamankulova · 7 Marianna Balashova · 6 Yelena Yevdokimova 46e · 5 Lyudmila Matiyeva 56e · 4 Svetlana Karatygina · 3 Natalya Kamendrovskaya · 2 Irina Radzevil · 1 Yelena Muradova 77e · Remplaçants · 16 Olga Sazonova · 17 Yelena Rogacheva 77e · 18 Anastassiya Khamova 56e · 19 Yelena Kiryushina 46e · 20 Karina Proskurina 56e · 21 Balzhan Koishybayeva 38e · 22 Oxana Shadrina 18e 62e 40e à 50e · Entraîneur · Adam McDonald |

### États-Unis - Irlande
(mt : 10-20)
Points marqués :
- États-Unis : 2 essais de Kugler (6e), Farmer (42e),

2 transformations de Rozier (7e), (43e),
1 pénalité de Rozier (35e)
Cartons :  29e à 39e Walsh,  59e à 69e Turley
- Irlande : 2 essais de Egan (31e), Briggs (40e)

2 transformations de Briggs (32e, 41e)
3 pénalités de Briggs (3e, 10e, 60e)
Cartons :  35e à 45e Molloy
Évolution du score : 0-3, 5-3, 7-3, 7-6, 7-11, 7-13, 10-13, 10-18, 10-20, 15-20, 17-20, 17-23.
Résumé
| États-Unis · Titulaires · Meya Bizer 15 · Vanesha McGee 14 · Bui Baravilala 13 · Emilie Bydwell 12 · Sadie Anderson 11 · Kimber Rozier 10 · 68e Jocelyn Tseng 9 · Kate Daley 8 · 53e 6e Lynelle Kugler 7 · Jillion Potter 6 · 29e à 39e 56e Sarah Walsh 5 · 42e Carmen Farmer 4 · 53e Jamie Burke 3 · 58e Katy Augustyn 2 · 73e Hope Rogers 1 · Remplaçants · 58e Kittery Wagner 16 · 53e Sarah Chobot 17 · 73e Sarah Wilson 18 · 56e Sharon Blaney 19 · 59e à 69e 53e Shaina Turley 20 · 68e Deven Owsiany 21 · Hannah Stolba 22 · Entraîneur · Pete Steinberg |  |  |  | Irlande · Titulaires · 15 Niamh Briggs 40e · 14 Ashleigh Baxter · 13 Lynne Cantwell · 12 Grace Davitt 57e · 11 Alison Miller · 10 Nora Stapleton · 9 Tania Rosser 76e · 8 Heather O'Brien · 7 Claire Molloy 35e à 45e · 6 Siobhan Fleming 56e · 5 Marie Louise Reilly · 4 Sophie Spence 74e · 3 Ailis Egan 31e · 2 Gillian Bourke · 1 Fiona Coghlan · Remplaçants · 16 Sharon Lynch · 17 Fiona Hayes · 18 Laura Guest 74e · 19 Paula Fitzpatrick 56e · 20 Larissa Muldoon 76e · 21 Jenny Murphy 57e · 22 Jackie Shiels · Entraîneur · Phillip Doyle |

### États-Unis - Kazakhstan
(mt : 15 - 7)
Points marqués :
- États-Unis : 8 essais de Marchino (20e), McGee (29e), Wagner (36e), Stolba (43e), Bydwell (47e), Braaten (55e), (73e), Bizer (74e)

2 transformations de Stolba (44e, 48e)
1 pénalité de Stolba (70e)
- Kazakhstan : 1 essai de Anna Yakovleva (12e)

1 transformation de Daurembayeva (13e)
Évolution du score : 0-5, 0-7, 5-7, 10-7, 15-7, 20-7, 22-7, 27-7, 29-7, 34-7, 37-7, 42-7, 47-7.
Résumé
| États-Unis · Titulaires · 53e Bui Baravilala 15 · 56e 29e Vanesha McGee 14 · 56e 47e Emilie Bydwell 13 · 55e 73e Sylvia Braaten 12 · 20e Nathalie Marchino 11 · 43e Hannah Stolba 10 · Deven Owsiany 9 · Kate Daley 8 · 51e Lynelle Kugler 7 · Shaina Turley 6 · 76e Sharon Blaney 5 · Lauren Daly 4 · Sarah Wilson 3 · 66e 36e Kittery Wagner 2 · 56e Naima Reddick 1 · Remplaçants · 66e Katy Augustyn 16 · 76e Jamie Burke 17 · 56e Sarah Chobot 18 · 51e Sarah Walsh 19 · 56e Kimber Rozier 20 · 56e Sadie Anderson 21 · 53e 74e Meya Bizer 22 · Entraîneur · Pete Steinberg |  |  |  | Kazakhstan · Titulaires · 15 Aigerym Daurembayeva · 14 Nigora Nurmatova 10e 21e 56e · 13 Oxana Shadrina · 12 Balzhan Koishybayeva · 11 Lyudmila Sapronova · 10 Anna Yakovleva 12e · 9 Amina Baratova 64e · 8 Marianna Balashova · 7 Kundyzay Baktybayeva · 6 Symbat Zhamankulova 51e · 5 Svetlana Karatygina 51e · 4 Lyudmila Matiyeva · 3 Yelena Muradova 64e · 2 Yelena Yevdokimova · 1 Irina Radzevil 64e · Remplaçants · 16 Olga Bakhtiguzina 64e · 17 Yelena Rogacheva 64e · 18 Yelena Kiryushina 51e · 19 Karina Proskurina 64e · 20 Anastassiya Khamova 51e · 21 Lilya Bazyaruk 10e 21e · 22 Olga Sazonova 56e · Entraîneur · Adam McDonald |

### Nouvelle-Zélande - Irlande
(mt : 8-7)
Points marqués :
- Nouvelle-Zélande : 1 essai de Winiata (26e), 3 pénalités de Brazier (22e, 47e, 65e)

- Irlande : 2 essais de O'Brien (34e), Miller (60e), 2 transformations de Briggs (35e, 61e), 1 pénalité de Briggs (70e)

Évolution du score : 3-0, 8-0, 8-5, 8-7, 11-7, 11-12, 11-14, 14-14, 14-17.
Résumé :
| Nouvelle-Zélande · Titulaires · 26e Selica Winiata 15 · Renee Wickliffe 14 · Huriana Manuel 13 · Amiria Rule 12 · 58e Honey Hireme 11 · Kelly Brazier 10 · 72e Emma Jensen 9 · 66e Casey Robertson 8 · Linda Itunu 7 · Rawinia Everitt 6 · 53e Jackie Patea 5 · Eloise Blackwell 4 · 66e Aleisha Nelson 3 · Fiao'o Fa'amausili 2 · 53e Kathleen Wilton 1 · Remplaçants · 66e Stephanie Te Ohaere-Fox 16 · 53e Ruth McKay 17 · 53e Justine Lavea 18 · 66e Aroha Savage 19 · 72e Kendra Cocksedge 20 · 58e Claire Richardson 21 · Shakira Baker 22 · Entraîneur · Brian Evans |  |  |  | Irlande · Titulaires · 15 Niamh Briggs · 14 Ashleigh Baxter · 13 Lynne Cantwell · 12 Grace Davitt 57e · 11 Alison Miller 60e · 10 Nora Stapleton · 9 Tania Rosser 76e · 8 Heather O'Brien 34e · 7 Claire Molloy · 6 Paula Fitzpatrick · 5 Marie Louise Reilly · 4 Sophie Spence · 3 Ailis Egan · 2 Gillian Bourke · 1 Fiona Coghlan · Remplaçants · 16 Sharon Lynch · 17 Fiona Hayes · 18 Laura Guest 74e · 19 Siobhan Fleming 56e · 20 Larissa Muldoon 76e · 21 Jenny Murphy 57e · 22 Vikki McGinn · Entraîneur · Phillip Doyle |

### Irlande - Kazakhstan
(mt : 14 - 5)

Points marqués :
- Irlande : 6 essais de Lynch (6e, 70e), Rosser (36e), essai de pénalité (64e), Fleming (67e), McGinn (83e), 5 transformations de Shiels (7e), (37e), (65e), (71e), (84e).

- Kazakhstan : 1 essai de Karatygina (10e)

Cartons :  64e à 74e Balashova
Évolution du score : 5-0, 7-0, 7-5, 12-5, 14-5, 19-5, 21-5, 26-5, 31-5, 33-5, 38-5, 40-5.
Résumé
| Irlande · Titulaires · Jackie Shiels 15 · 83e Vikki McGinn 14 · 68e Lynne Cantwell 13 · Grace Davitt 12 · Hannah Casey 11 · 47e 36e Tania Rosser 10 · Larissa Muldoon 9 · 65e Paula Fitzpatrick 8 · 67e Siobhan Fleming 7 · 6e 70e Sharon Lynch 6 · Orla Fitzsimons 5 · Laura Guest 4 · 57e Kerri Ann Craddock 3 · 57e Gillian Bourke 2 · 57e Fiona Hayes 1 · Remplaçants · 57e Fiona Coghlan 16 · 57e Ailis Egan 17 · 65e Sophie Spence 18 · 57e Claire Molloy 19 · 47e Nora Stapleton 20 · Alison Miller 21 · 68e Ashleigh Baxter 22 · Entraîneur · Phillip Doyle |  |  |  | Kazakhstan · Titulaires · 15 Aigerym Daurembayeva · 14 Oxana Shadrina · 13 Anna Yakovleva · 12 Balzhan Koishybayeva · 11 Lyudmila Sapronova · 10 Svetlana Klyuchnikova · 9 Amina Baratova 71e · 8 Marianna Balashova 64e à 74e · 7 Kundyzay Baktybayeva · 6 Symbat Zhamankulova 57e · 5 Svetlana Karatygina 10e 57e · 4 Lyudmila Matiyeva · 3 Olga Bakhtiguzina 53e · 2 Yelena Yevdokimova · 1 Yelena Muradova 71e · Remplaçants · 16 Irina Radzevil 53e · 17 Yelena Rogacheva 71e · 18 Yelena Kiryushina 57e · 19 Karina Proskurina 71e · 20 Anastassiya Khamova 57e · 21 Aigul Dairbayeva · 22 Olga Sazonova · Entraîneur · Adam McDonald |

### Nouvelle-Zélande - États-Unis
(mt : 12-0)
Points marqués :
- Nouvelle-Zélande : 6 essais de Manuel (9e, 60e), Richardson (13e), Cocksedge (65e), Wickliffe (68e), Lavea (80e), 2 transformations de Brazier (10e, 66e)

- États-Unis: 1 pénalité de Rozier (52e)

Évolution du score : 5-0, 7-0, 12-0, 12-3, 17-3, 22-3, 24-3, 29-3, 34-3.
Résumé :
| Nouvelle-Zélande · Titulaires · 57e Selica Winiata 15 · Honey Hireme 14 · 9e 60e 61e Huriana Manuel 13 · Amiria Rule 12 · 13e Claire Richardson 11 · Kelly Brazier 10 · 53e Emma Jensen 9 · Casey Robertson 8 · 80e Justine Lavea 7 · 61e Linda Itunu 6 · Rawinia Everitt 5 · 66e Eloise Blackwell 4 · 53e Stephanie Te Ohaere-Fox 3 · Fiao'o Fa'amausili 2 · 41e Ruth McKay 1 · Remplaçants · 41e Kathleen Wilton 16 · 53e Aleisha Nelson 17 · 66e Sanita Levave 18 · 61e Aroha Savage 19 · 53e 65e Kendra Cocksedge 20 · 57e 68e Renee Wickliffe 21 · 61e Shakira Baker 22 · Entraîneur · Brian Evans |  |  |  | États-Unis · Titulaires · 15 Meya Bizer 63e · 14 Vanesha McGee · 13 Bui Baravilala · 12 Sylvia Braaten 57e · 11 Sadie Anderson · 10 Kimber Rozier · 9 Jocelyn Tseng · 8 Kate Daley 19e · 7 Lynelle Kugler · 6 Jillion Potter · 5 Sarah Walsh 57e · 4 Carmen Farmer · 3 Hope Rogers 72e · 2 Katy Augustyn · 1 Sarah Chobot 55e · Remplaçants · 16 Kittery Wagner · 17 Jamie Burke 55e · 18 Sarah Wilson 72e · 19 Sharon Blaney 57e · 20 Shaina Turley 19e · 21 Emilie Bydwell 57e · 22 Nathalie Marchino 63e · Entraîneur · Pete Steinberg |